# Impacto cultural de TikTok
La plataforma de videos en línea TikTok ha tenido un impacto significativo a nivel social, político y cultural desde su lanzamiento global en septiembre de 2017. Desde entonces, ha experimentado un rápido aumento en su base de usuarios, alcanzando más de 2 mil millones de descargas en octubre de 2020. Para el año 2021, TikTok se consolidó como el sitio web más popular del mundo, superando a Google.

## Impacto cultural

### Música
Muchos medios de comunicación han destacado la significativa influencia de TikTok en la industria musical. El reconocido artista estadounidense Lil Nas X experimentó un notorio ascenso a la fama cuando su canción "Old Town Road" se volvió viral en TikTok en 2019. Al reconocer la influencia de la plataforma en la popularización de la canción, afirmó: "[TikTok] realmente impulsó la canción... les doy mucho crédito". Doja Cat también se ha destacado como una artista que logró una gran popularidad gracias a su éxito en TikTok. En 2020, Insider señaló que el baile de TikTok asociado con la canción Say So se convirtió en uno de los más populares y omnipresentes de todos los tiempos, llevando la canción a su primer puesto en el Billboard Hot 100. Pitchfork también resaltó el "reinado sorprendente y sin precedentes de TikTok" en la carrera de Doja Cat, indicando que antes de su fama en TikTok, "muchas personas no reconocían completamente a Doja Cat como una estrella".
Cuando fue lanzado, TikTok permitía a los usuarios cargar videos con una duración de entre 3 segundos y 1 minuto. El límite de duración breve de los videos llevó a los usuarios a crear versiones aceleradas de canciones para utilizar en sus contenidos. Esto les posibilitó incluir más fragmentos de la canción en sus videos. Algunos artistas, como SZA y Steve Lacy, lanzaron versiones oficiales aceleradas de sus canciones después de que remezclas aceleradas no oficiales de sus canciones se volvieran virales en la plataforma.
TikTok también ha contribuido a la popularización de canciones más antiguas. La canción Dreams de Fleetwood Mac volvió a ingresar en el Billboard Hot 100 más de 40 años después de su lanzamiento, gracias a la viralidad de un video que presentaba la canción en la plataforma. Dan Whateley de Insider señaló que las canciones podrían "emergen de manera orgánica en la aplicación incluso si han estado fuera de la corriente principal durante décadas".
En septiembre de 2023, Billboard y TikTok lanzaron una nueva lista denominada "TikTok Billboard Top 50" con el objetivo de seguir la pista de la música popular en la plataforma dentro de los Estados Unidos.
Algunos artistas han expresado que experimentan "agotamiento" debido al papel masivo de TikTok en el proceso de marketing musical. La cantante estadounidense Halsey declaró en 2022 que su sello discográfico le impedía lanzar una nueva canción a menos que aceptara "simular un momento viral en TikTok".

### Noticias e información
TikTok está emergiendo como una fuente cada vez más importante de noticias para los estadounidenses. Según el Pew Research Center, el porcentaje de adultos estadounidenses que reciben regularmente noticias de TikTok se triplicó, pasando del 3% en 2020 al 10% en 2022. En el mismo período, el porcentaje de usuarios adultos de TikTok en EE. UU. que reciben noticias a través de la plataforma aumentó del 22% al 33%. Aunque este número es considerablemente menor en comparación con los usuarios de Facebook y Twitter que reciben noticias a través de esas plataformas, es notable que, a diferencia de TikTok, la proporción de usuarios de Facebook y Twitter que reciben noticias a través de esas plataformas disminuyó cada año entre 2020 y 2022.
Una proporción creciente de usuarios de Internet pertenecientes a la Generación Z ha comenzado a preferir TikTok como su motor de búsqueda principal en lugar de Google. 

### Alimento
El contenido de TikTok tiene la capacidad de influir en las elecciones alimentarias de sus usuarios. Un estudio realizado en 2023 con adolescentes reveló que el contenido de TikTok tiene un impacto tanto en las decisiones alimentarias a corto plazo, como probar un nuevo alimento o receta, como en las decisiones alimentarias a largo plazo, como realizar ajustes en la dieta. 
TikTok también ha generado un aumento en los pedidos personalizados en restaurantes, conocidos en la plataforma como "menu hacks". En 2021, algunos baristas de Starbucks expresaron su preocupación por el incremento en la solicitud de bebidas personalizadas y complejas que no estaban en el menú, luego de que videos de dichas bebidas se volvieran virales en TikTok. En 2023, Chipotle Mexican Grill incorporó un pedido personalizado que se volvió viral en TikTok, creado por dos personas influyentes, como un elemento permanente en su menú debido a la gran demanda del artículo. En ese mismo año, varios videos de diferentes sucursales de Waffle House, que se negaban a atender pedidos personalizados provenientes de TikTok, también se volvieron virales en la plataforma.

### Moda
La amplia audiencia que pueden alcanzar los videos de TikTok en comparación con otras plataformas permite que solo unos pocos videos virales sobre un estilo de ropa similar generen una nueva microtendencia. La prolificidad de estas microtendencias, creadas por los usuarios de TikTok, ha impulsado la popularidad de minoristas de moda rápida como Shein, que pueden reproducir y vender rápidamente artículos que están en tendencia en la plataforma. Las tendencias y modas de la moda que se popularizan a través de las redes sociales, en este caso, se conocen en conjunto como "estética de Internet".
Los vídeos relacionados con la moda y el transporte son muy populares entre los creadores de contenido de TikTok. Shein ha logrado colaborar exitosamente con influyentes de TikTok e Instagram para expandir su negocio,  enviándoles ropa de forma gratuita y proporcionándoles códigos de descuento para compartir con sus seguidores, quienes obtienen comisiones por las ventas generadas. Además, a los influyentes se les remunera por crear y publicar videos de compras para Shein, utilizando la ropa gratuita. La popularidad de los vídeos que muestran recorridos en TikTok también ha llevado a que los usuarios promocionen Shein de manera gratuita al crear y compartir sus propios recorridos de compras en la plataforma.

### Cirugía cosmética
Los videos que abordan la cirugía estética han ganado una gran popularidad en TikTok. En enero de 2022, los videos con hashtags relacionados con la cirugía plástica acumularon más de 29 mil millones de visitas en la plataforma. La presencia tanto en TikTok como en Instagram ha contribuido al aumento en el número de cirugías estéticas realizadas en personas jóvenes.
En 2021, la revista Cirugía Plástica y Reconstructiva publicó un artículo que reveló que los cirujanos plásticos fueron de los primeros en adoptar las redes sociales. En el momento de la publicación del artículo, al menos cinco cirujanos plásticos ya habían superado el millón de seguidores en TikTok. El artículo destacó que algunos cirujanos tenían una notable influencia en la plataforma y eran capaces de moldear la percepción del público. Un estudio de 2023, realizado por la Universidad del Sur de Florida, encontró que el contenido compartido en TikTok por cirujanos plásticos contribuyó a legitimar la cirugía plástica al educar a sus espectadores y reducir el miedo asociado con las intervenciones quirúrgicas. La legitimación de la cirugía plástica también se ve respaldada por el sistema de recomendación de TikTok, que muestra a usuarios interesados en videos de cirugía plástica aún más contenido relacionado a través de la página "For You", dando la impresión de que la cirugía plástica es más común de lo que realmente es, tanto entre celebridades como en personas comunes.
TikTok no permite la publicación directa de anuncios pagados de cirugía estética en su plataforma. Sin embargo, las clínicas de cirugía estética pueden promocionar sus servicios a través de publicaciones regulares no pagadas y también tienen la opción de colaborar con influencers. En este último caso, las clínicas pueden compensar a los influencers o proporcionarles cirugías gratuitas a cambio de que el influencer cree y comparta un video que documente su experiencia en cirugía estética.
Los procedimientos cosméticos que se han vuelto populares en TikTok incluyen rinoplastias, eliminaciones de grasa bucal e inyecciones de botox. Estos procedimientos a veces se convierten en tendencia en forma de desafío en la plataforma. Por ejemplo, el desafío "#Nosejobcheck" anima a los usuarios a compartir videos que muestren el antes y después de sus rinoplastias, utilizando un sonido específico para el desafío como fondo en los videos. 

### Literatura

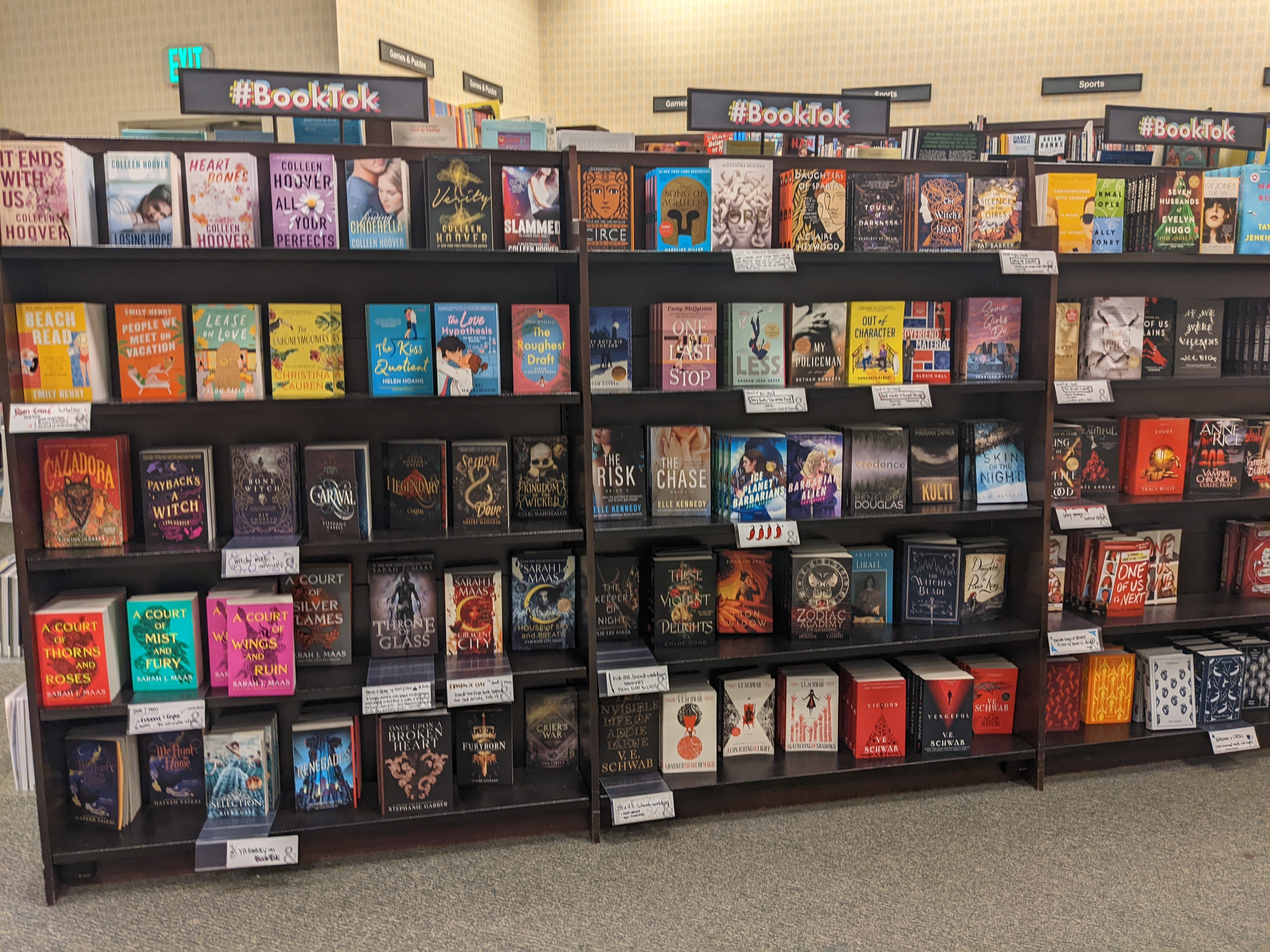
La sección BookTok en una tienda Barnes & Noble

Los usuarios comúnmente denominan a los videos que discuten y recomiendan libros como BookTok. Los libros que adquieren popularidad en BookTok suelen experimentar un significativo aumento en las ventas. La autora Colleen Hoover, quien se volvió popular gracias a BookTok, logró que seis de sus libros alcanzaran el top diez de la lista de los más vendidos del New York Times en la sección de ficción comercial de bolsillo en octubre de 2022. Un analista del servicio de seguimiento de ventas de libros BookScan afirmó que BookTok "continúa siendo la plataforma más crucial de la industria para descubrir nuevos escritores". Algunos editores han llegado a pagar a influyentes populares de BookTok para que recomienden libros, capitalizando así el fenómeno.
El éxito del contenido de BookTok en la plataforma condujo a que ByteDance, la empresa matriz de TikTok, lanzara su propia editorial en 2023.

### Escasez de medicamentos
Las tendencias en TikTok han desencadenado la escasez de ciertos medicamentos. Novo Nordisk, una empresa farmacéutica danesa, fabrica tres medicamentos que contienen el principio activo semaglutida. Mientras que Wegovy, uno de estos medicamentos, cuenta con la certificación de la Administración de Alimentos y Medicamentos para el tratamiento de la obesidad, los otros dos, Ozempic y Rybelsus, únicamente están certificados para el tratamiento de la diabetes. En 2022, se produjo una escasez de Ozempic en Estados Unidos a raíz de que su uso no autorizado para la pérdida de peso se volvió una tendencia en la plataforma. La Administración de Productos Terapéuticos de Australia informó que la popularidad de Ozempic en TikTok había contribuido a una escasez global del medicamento. Recomendó que los médicos evitaran recetar el medicamento a nuevos pacientes y, siempre que fuera posible, optaran por medicamentos alternativos para los pacientes existentes. Hasta marzo de 2023, los videos de TikTok con el hashtag #Ozempic habían alcanzado las 690 millones de visitas.

### Otros sitios web
La popularidad de TikTok ha impulsado a otros servicios web a adoptar características similares para competir con la plataforma. En 2020, Instagram lanzó una sección de videos verticales cortos llamada Instagram Reels, seguida por YouTube, que introdujo YouTube Shorts en 2021. En 2022, Facebook implementó una pestaña de videos en su aplicación que presenta a los usuarios una selección personalizada de videos. En el mismo año, Twitter anunció sus planes de lanzar una función de videos cortos, mientras que Amazon incorporó un feed de desplazamiento con fotos y videos de productos en su aplicación móvil. En 2023, Spotify rediseñó su pantalla de inicio adoptando una interfaz de desplazamiento similar a la de TikTok, y Reddit también introdujo una transmisión de video separada en su aplicación móvil. Este fenómeno resalta la influencia de TikTok en la evolución de características y formatos en varias plataformas digitales.

## Impacto económico
Un estudio llevado a cabo en 2023 por Oxford Economics calculó que las pequeñas y medianas empresas del Reino Unido que utilizaron TikTok como plataforma publicitaria para promover y expandir sus negocios contribuyeron con £1.600 millones al producto interno bruto del Reino Unido en 2022 debido a su participación en TikTok.

### Comportamiento del consumidor
Un estudio de 2021 llevado a cabo por Adweek y Morning Consult reveló que el 49 por ciento de los usuarios de TikTok compraron bienes o servicios después de verlos discutidos o promocionados en la plataforma.
En 2023, el European Journal of Business and Management Research publicó un estudio que indicó que los usuarios de TikTok mostraban una mayor propensión a confiar en los productos presentados en videos de alta calidad en comparación con aquellos productos presentados en la plataforma que eran más útiles o tenían precios más bajos. 